# (29769) 1999 CE28
A (29769) 1999 CE28 a Naprendszer kisbolygóövében található aszteroida. A LINEAR projekt keretében fedezték fel 1999. február 10-én.